# Melchior Hoffmann
Melchior Hoffmann (Schwäbisch Hall, 1495 – Strasburgo, 1543) è stato un religioso tedesco.

## Biografia
Nel 1523 conobbe le teorie di Martin Lutero e divenne convinto anabattista; profetizzò la fine del mondo per l'anno 1533. Girò tutta l'Europa del Nord diffondendo le sue idee, ma fu espulso da ogni luogo e riuscì a trovare rifugio solo a Strasburgo (1529).
Dopo esserne stato espulso (1531), tornò in Germania dove fondò la setta dei melchioriti. Tornato a Strasburgo nel 1533, finì in carcere e vi rimase fino al 1543.